# Potamites
Potamites — рід ящірок родини гімнофтальмових (Gymnophthalmidae). Представники цього роду мешкають в Південній Америці. За результатами дослідження 2004 року низку видів, яких раніше відносили до роду Neusticurus, було переведено до роду Potamites.

## Види
Рід Potamites нараховує 8 видів:
- Potamites ecpleopus (Cope, 1875)
- Potamites erythrocularis Chávez & Catenazzi, 2014
- Potamites hydroimperator Chávez & Malqui & Catenazzi, 2021
- Potamites juruazensis (Ávila-Pires & Vitt, 1998)
- Potamites montanicola Chávez & Vásquez, 2012
- Potamites ocellatus (Sinitsin, 1930)
- Potamites strangulatus (Cope, 1868)
- Potamites trachodus (Uzzell, 1966)

## Етимологія
Наукова назва роду Potamites походить від слова дав.-гр. ποταμιτης — той, хто шукає воду.